# Igreja de S. Tathan

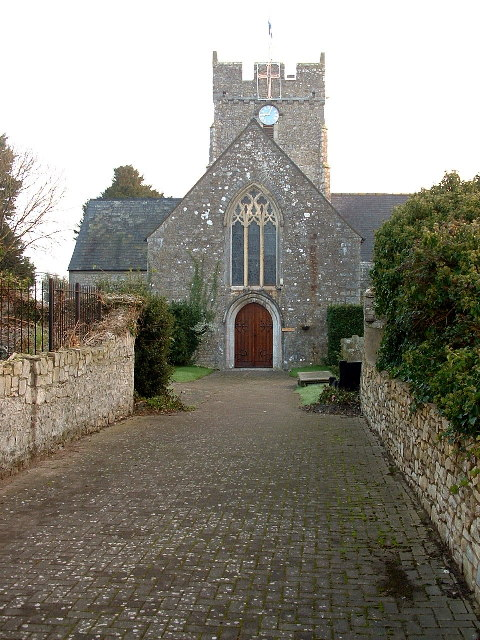
Igreja Paroquial S. Tathan

A Igreja de S. Tathan é uma igreja listada como Grau I em St. Athan, no Vale of Glamorgan, no sul do País de Gales. Tornou-se um edifício listado como Grau I em 22 de fevereiro de 1963.
Em 23 de outubro de 2016, três crianças de 15, 13 e 10 anos foram presas por vandalismo. A polícia concluiu que "... não foi um crime de ódio contra qualquer crença religiosa, mas simplesmente vandalismo sem sentido e sem motivação por trás disso..."